# Tangalan, Aklan
Tangalan là một đô thị hạng 5 ở tỉnh Aklan, Philippines. Theo điều tra dân số năm 2015, đô thị này có dân số 21.916 người trong.
Ở đây có các dự án nghỉ dưỡng biển như thác Jawili, khu nghỉ dưỡng Jawili.

## Các khu phố (barangay)
Tangalan được chia thành 15 khu phố (barangay).
- Afga
- Baybay
- Dapdap
- Dumatad
- Jawili
- Lanipga
- Napatag
- Panayakan
- Poblacion
- Pudiot
- Tagas
- Tamalagon
- Tamokoe
- Tondog
- Vivo